# Dix-huit écoles bouddhistes anciennes

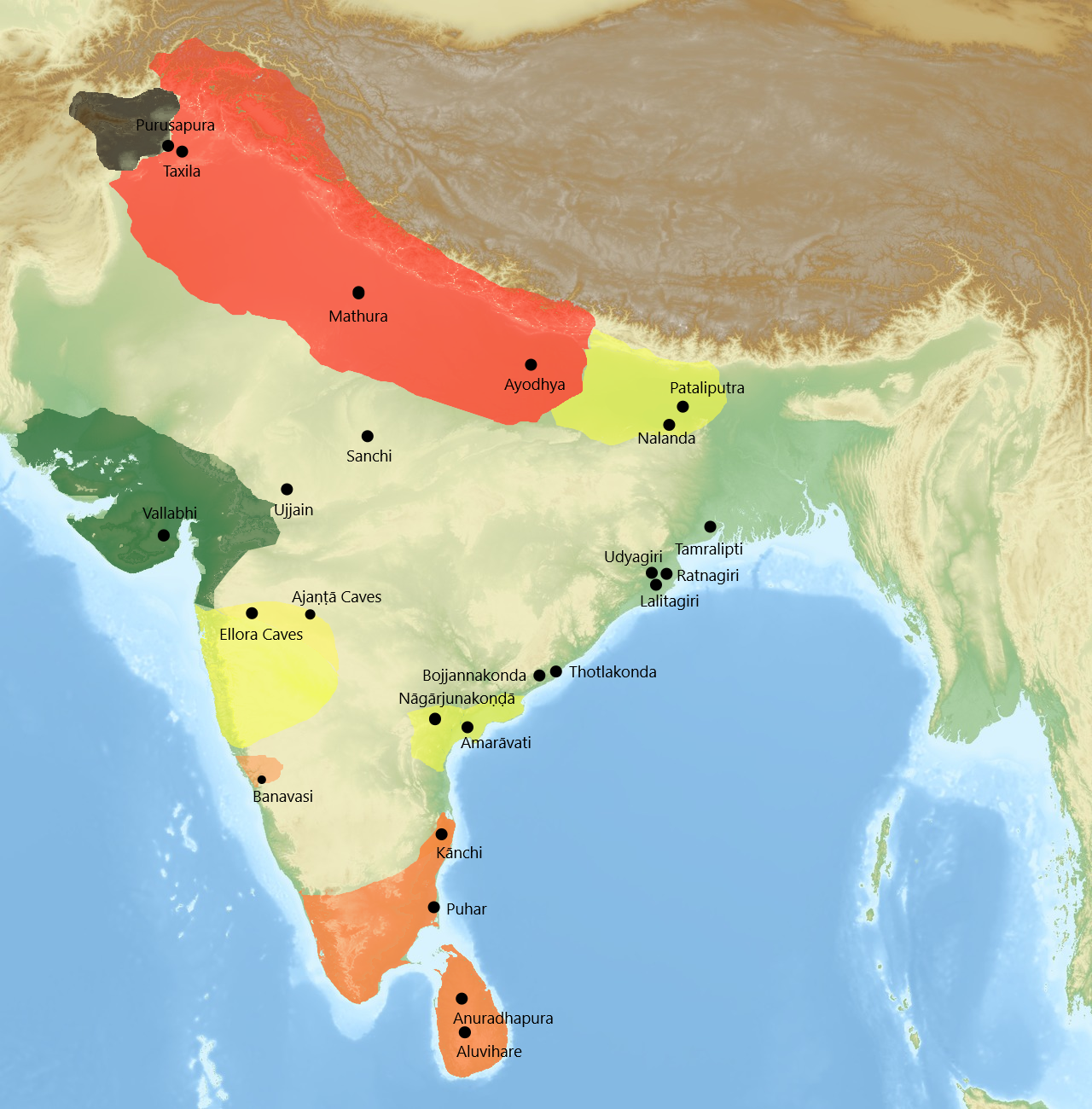
Carte des principaux centres géographiques des grandes écoles bouddhistes en Asie du Sud, à l'époque de la visite de Xuanzang au VIIe siècle. En rouge : école Sarvāstivāda non Pudgalavāda. En orange : écoles Vibhajyavāda non Dharmaguptaka (à l'origine du Theravāda). En jaune : Mahāsāṃghika. En vert : Pudgalavādin. En gris : Dharmaguptaka

Les  dix-huit écoles bouddhistes anciennes sont ces écoles qui sont apparues par divisions successives du bouddhisme pré-sectaire, dues en premier lieu à des différences de vinaya, et plus tard dues à des différends doctrinaux ainsi qu'à la séparation géographique des divers groupes.
Le saṅgha originel s'est divisé entre les premières écoles anciennes (généralement considérées comme étant celles des Sthaviravādins et des Mahāsāṃghikas) environ 150 ans après la mort de Siddhartha Gautama. D'après le spécialiste Collett Cox, « la plupart des spécialistes s'accorderaient pour dire que bien que les racines des groupes reconnus les plus anciens précèdent Aśoka, leur séparation effective ne s'est pas produite avant sa mort ». Plus tard, ces premières écoles anciennes se sont divisées en factions plus petites, telles que les Sarvāstivādins et les Dharmaguptakas, et finalement la tradition compte 18 ou 20 écoles. En réalité, la tradition a préservé plusieurs listes de 18 écoles qui se chevauchent et qui en tout comptent à peu près le double, bien que certaines puissent avoir été désignées sous plusieurs noms. Il est généralement considéré comme probable que le nombre 18 soit purement conventionnel.
Les écoles se sont parfois divisées à cause de différences idéologiques quant à la « réelle » signification des enseignements contenus dans le Sutta Pitaka, et parfois à la suite de désaccords concernant l'observance correcte du vinaya. Ces idéologies ont été incorporées à de grands ouvrages tels que les Abhidhammas et les commentaires. La comparaison des versions existantes des Sutta Piṭakas ayant appartenu aux diverses sectes démontre que les idéologies des Abhidhammas étaient parfois réincorporées dans les Sutta Piṭakas, afin d'étayer les développements faits dans ces Abhidhammas.

## Développements historiques

### Le premier concile
Trois mois après la mort du Bouddha, d'après les écritures (cf. Cullavagga XI.1 ff), le premier concile a été réuni à Rajagaha par certains de ses disciples qui étaient des arahants. La tradition Theravada considère qu'aucun conflit concernant ce que le Bouddha avait enseigné n'est survenu, et que les enseignements ont été divisés en différentes parties qui ont chacune été assignées à un ancien avec ses disciples afin de les maintenir en mémoire.
Les récits de ce concile dans les écritures des différentes écoles diffèrent quant à ce qui y a exactement été récité. Certains spécialistes démentent le fait que le premier concile ait vraiment eu lieu,.

### Le second concile
Le second concile bouddhiste n'a pas causé de division du saṅgha, comme certains le prétendent parfois. Il s'agissait strictement du mauvais comportement d'un groupe de moines, qui ont changé leur attitude après le concile.

### Période entre le deuxième et le troisième conciles
Les textes s'accordent sur le fait que la première division s'est faite entre les Sthaviravādins et les Mahāsāṃghikas. Certains spécialistes modernes considèrent que la première division s'est produite pendant la période entre le second et le troisième conciles bouddhistes, et concernait probablement le vinaya. Cependant, seules deux sources anciennes (le Dīpavaṃsa et la troisième liste de Bhavya) placent le premier schisme avant Aśoka, et aucune n'attribue le schisme à un différend sur la pratique du Vinaya.

### Le troisième concile sous Aśoka
D'après les textes theravādins, un troisième concile a été réuni au IIIe siècle av. J.-C. sous le patronage de l'empereur Aśoka, mais on ne trouve aucune référence à ce concile dans d'autres sources. Certains spécialistes considèrent qu'il y a des éléments invraisemblables dans le récit theravādin de ce concile, et en déduisent qu'il n'est pas historique. Les autres considèrent que c'était un concile purement Theravāda/Vibhajjavāda. Il est généralement accepté, cependant, qu'une ou plusieurs disputes se sont produites pendant le règne d'Aśoka, ayant trait à des différends doctrinaux et disciplinaires (vinaya), bien que ceux-ci aient été trop informels pour avoir été appelés « conciles ». L'école Sthaviravāda s'était à l'époque d'Aśoka divisée en trois sous-écoles pour des raisons doctrinales, mais elles ne sont pas devenues des ordres monastiques séparés avant sa mort.
D'après le récit theravādin, ce concile aurait été réuni principalement dans le but d'établir une orthodoxie officielle. Au cours du concile, de petits groupes auraient soulevé des questions à propos des détails du vinaya et de l'interprétation de la doctrine. Le président du concile, Moggaliputta Tissa, aurait compilé un livre, le Kathavatthu, visant à réfuter ces arguments. Le concile aurait pris position pour Moggaliputta Tissa et considéré sa version comme orthodoxe, laquelle aurait ensuite été adoptée par Aśoka comme la religion officielle de son empire. Cette école de pensée était appelée "Vibhajjavāda" (Pāli), ce qui signifie littéralement « thèse de [ceux qui font] une distinction ». La distinction en question aurait fait référence à l'existence des phénomènes (dhammas) dans le passé, le futur et le présent. La version des écritures qui aurait été établie lors de ce troisième concile, à savoir vinaya, suttas et abhidhamma, aurait ensuite été convoyée au Sri Lanka par Mahinda, le fils de l'empereur Aśoka. C'est là qu'elle aurait ensuite été couchée par écrit. Le canon Pali reste l'ensemble le plus complet d'écritures ayant survécu, étant cependant noté que la majeure partie du canon Sarvāstivādin a également survécu dans sa traduction chinoise, certaines parties existant également en traduction tibétaine, et certains fragments dans des manuscrits en sanskrit, et que des parties de divers canons (parfois non identifiées) existent en traduction chinoise ou dans d'autres langages indiens.

### Développements pendant et après le troisième concile
Quelle que soit la vérité qui se cache derrière le récit theravādin, c'est aux environs de l'époque d'Aśoka que des divisions supplémentaires ont commencé à se produire dans le mouvement bouddhiste, et un certain nombre d'écoles ont émergé, parmi lesquelles le Sarvāstivāda et le Sammitīya. Ces écoles ont finalement été connues sous le nom des "dix-huit écoles" dans les textes ultérieurs. Malheureusement, aucune de ces écoles, mis à part le Theravada, n'a survécu à la période médiévale tardive, à laquelle certaines avaient déjà disparu depuis longtemps, bien qu'une quantité considérable de littérature canonique de ces écoles ait survécu, principalement en traduction chinoise. De plus, les origines des doctrines spécifiquement mahayanistes peuvent être discernées dans les enseignements de certaines de ces écoles anciennes, en particulier dans ceux du Mahāsāṃghika et du Sarvāstivāda.
Pendant et après le troisième concile, des éléments du groupe Sthavira se sont appelés aux-mêmes Vibhajjavādins. Une partie de ce groupe s'est répandue au Sri Lanka et dans certaines régions du sud de l'Inde. Ce groupe a ensuite cessé de se nommer "Vibhajjavādins", et s'est appelé "Theriyas", en référence aux anciens Theras ou "Sthaviras". Plus tard encore, à un moment antérieur au Dipavamsa (IVe siècle), le nom Pāli Theravada a été adopté et est resté d'usage jusqu'à présent pour ce groupe.
Les Pudgalavādins étaient également connus sous le nom de Vatsiputriyas, d'après le nom de leur fondateur putatif. Ce groupe a ensuite été désigné sous le terme de Sammitīya après l'une de ses divisions. Il s'est éteint vers le IXe ou Xe siècle. Cependant, pendant la majeure partie de la période médiévale ancienne, l'école Sammitīya était en nombre le plus grand groupe de bouddhistes en Inde, ayant plus de d'adhérents que toutes les autres écoles combinées. L'école Sarvāstivāda était surtout implantée dans le Nord-Ouest de l'Inde et elle a produit certaines des doctrines qui seraient par la suite adoptées par le Mahayana.
Entre le Ier siècle av. J.-C. et le Ier siècle ap. J.-C., les termes "Mahāyāna" et "Hīnayāna" ont commencé à être utilisés dans les écrits, comme dans le Sutra du Lotus.

### Membres du Mahāyāna
Bien que les diverses écoles du Bouddhisme ancien soient de nos jours parfois classées sans distinction comme "Hīnayāna", cela n'est pas forcément exact. D'après Jan Nattier, le terme Mahayana n'a jamais désigné une secte bouddhiste définie (nikāya en Skt.), mais plutôt un ensemble d'idéaux et de doctrines pour les bodhisattvas. Paul Williams a également souligné que le Mahayana n'a jamais eu ou jamais essayé d'avoir un vinaya ou une lignée d'ordination distincts de ceux des écoles bouddhistes anciennes, et donc chaque bhikṣu ou bhikṣuṇī qui adhérait au Mahayana appartenait formellement à une école ancienne. Cela continue de nos jours avec le vinaya Dharmagupta en Asie de l'Est, et le vinaya Mūlasarvāstivāda dans le Bouddhisme tibétain. C'est pourquoi le Mahayana n'a jamais été une secte rivale séparée des écoles anciennes. Nous savons maintenant des pèlerins chinois ayant visité l'Inde que des moines Mahayana et non-Mahayana vivaient souvent ensemble dans les mêmes monastères. De plus, Isabella Onians souligne que les travaux Mahayana n'utilisaient que rarement le terme Hīnayāna, et utilisaient plutôt le terme Śrāvakayāna.
Le moine bouddhiste chinois Yijing a écrit à propos des relations entre les différents « véhicules » et les écoles bouddhistes anciennes en Inde : « Il existe dans l'Ouest de nombreuses subdivisions des écoles ayant diverses origines, mais il n'y a que quatre écoles principales ayant une tradition continue ». Ces écoles sont : Mahāsāṃghika Nikāya, Sthavira Nikāya, Mūlasarvāstivāda Nikāya, et Saṃmitīya Nikāya. Pour expliquer leurs affiliations doctrinales, il écrit : « Il n'est pas bien défini lesquelles de ces quatre écoles devraient être groupées avec le Mahayana ou le Hinayana ». Cela signifie qu'il n'y avait pas de correspondance simple entre une école et le fait que ses membres pratiquent le Mahayana ou le Hinayana.

### Les pèlerins chinois
Durant le premier millénaire, des moines chinois tels que Faxian, Xuanzang et Yijing ont fait des pèlerinages en Inde et ont écrit des récits de leur voyages lorsqu'ils sont rentrés en Chine. Ces récits de voyages chinois constituent des sources d'information d'un grand intérêt en ce qui concerne l'état du bouddhisme en Inde pendant la période médiévale ancienne.

## Les dix-huit écoles
Il est communément admis qu'il y avait 18 écoles bouddhistes à cette période, mais les sources historiques ne s'accorde pas sur le nom de ces écoles. C'est pourquoi l'origine de cette appellation reste obscure.
Ce qui suit correspond aux listes données par les différentes sources.

### D'après les chroniques cinghalaises
Cette liste est extraite des chroniques du Sri Lanka, le Dīpavaṃsa et le Mahāvaṃsa (chapitre 5). Ces différents courants seraient apparus successivement, au cours des deux premiers siècles après le parinibbāna du Buddha.
- bouddhisme pré-sectaire
  - Vibhajjavāda / Theriya ou Theravāda (skt : Vibhajyavāda / Sthaviravāda)
    - Mahimsāsaka (skt : Mahīśāsaka)
      - Sabbatthivāda (skt : Sarvāstivāda)
        - Kassapiyā, Kassapikā (skt : Kāśyapīya)
          - Sankantikā (skt : Sankrantika)
            - Suttavādā (skt : Sautrāntika)

      - Dhammaguttā, Dhammaguttikā (skt : Dharmaguptaka)

    - Vajjiputtakā (skt : Vatsīputrīya)
      - Dhammuttariyā (skt : Dharmottarīya)
      - Bhaddayānikā (skt : Bhadrayānīya)
      - Channāgarikā (skt : Sannāgarika)
      - Sammitī, Sammatiyā (skt : Saṃmitīya)

  - Mahāsaṃgītināmaka (skt : Mahāsāṃghika)
    - Gokulika (skt : Kukkuṭika, Gokulika)
      - Paññattivādā (skt : Prajñaptivāda)
      - Bahulikā ou Bahussutakā (skt : Bahuśrutīya)

    - Ekabbohārika (skt : Ekavyahārikas)
    - Cetiyavāda (skt : Caitika) - apparue dès la 1re division de Mahāsaṃgītināmaka d'après le Dīpavaṃsa, mais en 3e division (des Paññattivādā et Bahulikā) d'après le Mahāvaṃsa

Le Mahāvaṃsa liste six autres écoles, apparues en Jambudīpa (l'Inde continentale) au-delà du deuxième siècle du parinibbāna du Buddha :
- Hemavata (skt : Haimavata, "de l'Himalaya")
- Quatre écoles, sous-branches des Mahāsāṃghika du pays Andhra, appelées aussi écoles Andhakā : 
  - Rājagiriyā
  - Siddhatthikā
  - Pubbaseliyā (skt : Pūrvaśaila)
  - Aparaseliyā (skt : Aparaśaila)
- Vājiriyā ("école du vajra" - pāli : vajira)

Toujours selon le Mahāvaṃsa, les bouddhistes de Ceylan (Laṃkādīpa, "l'île de Lanka") se divisèrent eux-mêmes en trois branches, selon le monastère de la capitale d'Anurādhapura auquel elles se rattachaient :
- Theriya / Theravādin (disciples des "Anciens") ou Mahāvihāravasin, liés au monastère historique du Mahā-vihāra
- Dhammarucika (disciples de Dhammaruci-Thera) ou Abhayagirivasin, liés au monastère de l'Abhayagiri-vihāra. Au IIIe s. de notre ère, les Dhammarucika introduisirent des textes sanskrits du Mahāyāna à Ceylan et voulurent les faire adopter comme "paroles du Buddha". D'abord persécutés, ils finirent par être reconnus par les rois cinghalais et permirent au Mahāyāna de se développer à Ceylan pendant près de dix siècles.
- Sāgaliya (disciples de Sāgala-Thera) ou Jetavaniya, liés, d'abord, au monastère de Dakkhina-vihāra, puis à celui du Jetavana-vihāra. Cette branche résulte d'une séparation au sein des Dhammarucika, lorsque ceux-ci adoptèrent le Mahāyāna - que les Sāgaliya finiront néanmoins, eux aussi, par adopter quelques siècles plus tard.

Ces trois branches seront réunifiées autoritairement, en 1160, par le roi Parakkama-Bāhu 1er, au sein du seul Theravāda.

### D'après Vasumitra
Cette liste est extraite du Samayabhedo Paracana Cakra, dont l'auteur était Vasumitra, un moine Sarvāstivādin.
- bouddhisme pré-sectaire
  - Sthaviravāda
    - Haimavata; désignée par les Sarvāstivādins comme "l'école Sthavira originelle", mais cette école n'a eu d'influence que dans le nord de l'Inde.
    - Sarvāstivāda
      - Vatsīputrīya
        - Dharmottarīya
        - Bhadrayānīya
        - Saṃmitīya
        - Sannāgarika

      - Mahīśāsaka
        - Dharmaguptaka

      - Kāśyapīya
      - Sautrāntika

  - Mahāsāṃghika
    - Ekavyahārikas
    - Lokottaravāda
    - Gokulika
    - Bahuśrutīya
    - Prajñaptivāda
    - Caitika
    - Apara Śaila
    - Uttara Śaila

### D'après Vinitadeva
Vinitadeva (env. 645-715) était un moine Mūlasarvāstivādin.
- bouddhisme pré-sectaire
  - Sthaviravāda
    - Mahaviharavasin
    - Abhayagirivasin
    - Jetavaniya

  - Sammatiya
    - Kaurukullaka
    - Avantaka
    - Vatsīputrīya

  - Sarvastivadin
    - Mūlasarvāstivādin
    - Kasyapiya
    - Mahishasaka
    - Dharmaguptaka
    - Bahuśrutīya
    - Tamrasatiya
    - Vibhajyavadin

  - Mahāsāṃghika
    - Purvasaila
    - Aparasaila
    - Haimavata
    - Lottaravadin
    - Prajñaptivāda

### D'après le Sariputrapariprccha
Le Sariputrapariprccha est une histoire des Mahāsāṃghika.
- bouddhisme pré-sectaire
  - Sthaviravāda
    - Sarvāstivāda
      - Mahisasaka
      - Dharmaguptaka
      - Suvarsa

    - Vatsīputrīya
      - Dharmottarika
      - Bhadrayaniya
      - Sammatiya
      - Sannagarika

    - Kāśyapīya
    - Sutravadin
    - Samkrantika

  - Mahāsāṃghika
    - Vyavahara
    - Lokottaravāda
    - Gokulika
    - Bahuśrutīya
    - Prajñaptivāda
    - Mahadeva
    - Caitika
    - Uttarashaila

### Vingt écoles d'après les écritures Mahayana en chinois
- bouddhisme pré-sectaire
  - Sthaviravāda (上座部)
    - Haimavata (雪山部)
    - Sarvāstivādin (説一切有部)
      - Vatsīputrīya (犢子部)
        - Dharmottara (法上部)
        - Bhadrayānīya (賢冑部)
        - Sammitīya (正量部)
        - Channagirika (密林山部)

      - Mahisasaka (化地部)
        - Dharmaguptaka (法蔵部)

      - Kāśyapīya (飲光部)
      - Sautrāntika (経量部)

  - Mahāsāṃghika (大衆部)
    - Ekavyahārika (一説部)
    - Caitika (制多山部)
    - Lokottaravādin (説出世部)
    - Aparaśaila (西山住部)
    - Gokulika (鶏胤部)
    - Uttaraśaila (北山住部)
    - Bahuśrutīya (多聞部)
    - Prajñaptivāda (説仮部)

### Liste combinée hypothétique
- bouddhisme pré-sectaire
  - Sthaviravāda
    - Pudgalavāda ('Personaliste') (c. 280 BCE)
      - Vatsīputrīya (au temps d'Aśoka) plus tard: Saṃmitīya
      - Dharmottarīya
      - Bhadrayānīya
      - Sannāgarika

    - Vibhajjavāda (avant 240 av. J.-C.; pendant le règne d'Aśoka)
      - Mahīśāsaka (env. 240  av. J.-C. en Inde continentale)
        - Dharmaguptaka (après 232 av. J.-C.)

      - Theravāda (env. 240 av. J.-C. à Ceylan)

    - Sarvāstivāda (env. 237 av. J.-C.)
      - Kāśyapīya (après 232 av. J.-C.)
      - Sautrāntika (entre 50 av. J.-C. et env. 100 ap. J.-C.)
      - Mūlasarvāstivāda (IIIe et IVe siècles)
      - Vaibhāṣika

  - Mahāsāṃghika
    - Ekavyahārikas (sous Aśoka)
      - Lokottaravāda

    - Gokulika (sous Aśoka)
      - Bahuśrutīya (fin du IIIe siècle av. J.-C.)
      - Prajñaptivāda fin du IIIe siècle av. J.-C.)

    - Caitika (milieu du Ier siècle av. J.-C.)
      - Apara Śaila
      - Uttara Śaila

## Héritages
L'école Theravāda du Sri Lanka, de Birmanie, et Thaïlande descend de l'école Vibhajjavāda. Dans les récits indiens, elle est parfois appelée Tāmraparnīya (traduction : lignée de l'île de Tamra ou Tamba, autre nom de (Sri-)Lanka), mais il n'y a aucune indication permettant de conclure que cela était dû à un quelconque changement dans la doctrine ou les écritures, et il est assez clair qu'il s'agit d'une référence à une localisation géographique. Plus tard, à l'époque de rédaction des Chroniques cinghalaises (Dīpavaṃsa et Mahāvaṃsa  (IVe – VIe siècles), le nom a été changé en Theravāda, sur lequel le nom Sthaviravāda a été calqué (ce mot, qui n'apparaît pas avant le VIIe siècle de notre ère, est la version sankrite du terme pāli Theravāda).
L'école Theravāda est la seule école ayant survécu et étant exclusivement alignée avec les points de vue philosophiques des écoles bouddhistes anciennes. Cependant, il y a des variations significatives entre les diverses communautés theravādin, généralement en ce qui concerne le sérieux avec lequel le vinaya est pratiqué, et l'attitude vis-à-vis de l'Abhidhamma. Le Tipiṭaka des Theravādins et le corps principal de ses commentaires sont considérés comme provenant de (ou ayant été largement influencés par) les Vibhajjavādins.
| Frise : Développement et propagation des écoles bouddhistes (env. 450 av. J.-C. – env. 1300 ap. J.-C.) |                                   |                           |                           |                                     |                                     |                                     |                                     |                                     |                     |                     |                     |
| |                                   |                           |                           |                                     |                                     |                                     |                                     |                                     |                     |                     |                     |
| | 450 BCE                           | 450 BCE                   | 250 av. J.-C.             | 100 ap. J.-C.                       | 100 ap. J.-C.                       | 500 ap. J.-C.                       | 500 ap. J.-C.                       | 700 ap. J.-C.                       | 800 ap. J.-C.       | 800 ap. J.-C.       | 1200 ap. J.-C.      |
| |                                   |                           |                           |                                     |                                     |                                     |                                     |                                     |                     |                     |                     |
| Inde                                                                                                   | Sangha Ancien                     |                           |                           |                                     |                                     |                                     |                                     |                                     |                     |                     |                     |
| Inde                                                                                                   | Sangha Ancien                     | Dix-huit écoles anciennes | Dix-huit écoles anciennes | Dix-huit écoles anciennes           | Dix-huit écoles anciennes           | Mahayana                            | Mahayana                            | Vajrayana                           | Vajrayana           | Vajrayana           |                     |
| Inde                                                                                                   | Sangha Ancien                     | Dix-huit écoles anciennes | Dix-huit écoles anciennes | Dix-huit écoles anciennes           | Dix-huit écoles anciennes           |                                     |                                     |                                     |                     |                     |                     |
| Inde                                                                                                   | Sangha Ancien                     |                           |                           |                                     |                                     |                                     |                                     |                                     |                     |                     |                     |
| Inde                                                                                                   | Sangha Ancien                     |                           |                           |                                     |                                     |                                     |                                     |                                     |                     |                     |                     |
| |                                   |                           |                           |                                     |                                     |                                     |                                     |                                     |                     |                     |                     |
| Sri Lanka & Asie du Sud-Est (en)                                                                       |                                   |                           | Bouddhisme theravāda      | Bouddhisme theravāda                |                                     |                                     |                                     |                                     |                     |                     |                     |
| Sri Lanka & Asie du Sud-Est (en)                                                                       |                                   |                           |                           |                                     |                                     |                                     |                                     |                                     |                     |                     |                     |
| Sri Lanka & Asie du Sud-Est (en)                                                                       |                                   |                           |                           |                                     |                                     |                                     |                                     |                                     |                     |                     |                     |
| |                                   |                           |                           |                                     |                                     |                                     |                                     |                                     |                     |                     |                     |
| Asie centrale (en)                                                                                     |                                   |                           | Greco-Bouddhisme          | Greco-Bouddhisme                    | Greco-Bouddhisme                    | Greco-Bouddhisme                    |                                     | Bouddhisme Tibétain                 | Bouddhisme Tibétain | Bouddhisme Tibétain | Bouddhisme Tibétain |
| Asie centrale (en)                                                                                     |                                   |                           |                           |                                     |                                     |                                     |                                     | Bouddhisme Tibétain                 | Bouddhisme Tibétain | Bouddhisme Tibétain | Bouddhisme Tibétain |
| Asie centrale (en)                                                                                     | Bouddhisme de la Route de la Soie |                           |                           |                                     |                                     |                                     |                                     | Bouddhisme Tibétain                 | Bouddhisme Tibétain | Bouddhisme Tibétain | Bouddhisme Tibétain |
| |                                   |                           |                           |                                     |                                     |                                     |                                     |                                     |                     |                     |                     |
| Asie de l'Est (en)                                                                                     |                                   |                           |                           | Chán, Tiantai, Terre pure, Nichiren | Chán, Tiantai, Terre pure, Nichiren | Chán, Tiantai, Terre pure, Nichiren | Chán, Tiantai, Terre pure, Nichiren | Chán, Tiantai, Terre pure, Nichiren | Shingon             | Shingon             | Shingon             |
| Asie de l'Est (en)                                                                                     |                                   |                           |                           | Chán, Tiantai, Terre pure, Nichiren | Chán, Tiantai, Terre pure, Nichiren | Chán, Tiantai, Terre pure, Nichiren | Chán, Tiantai, Terre pure, Nichiren | Chán, Tiantai, Terre pure, Nichiren |                     |                     |                     |
| |                                   |                           |                           |                                     |                                     |                                     |                                     |                                     |                     |                     |                     |
| | 450 av. J.-C.                     | 450 av. J.-C.             | 250 av. J.-C.             | 100 ap. J.-C.                       | 100 ap. J.-C.                       | 500 ap. J.-C.                       | 500 ap. J.-C.                       | 700 ap. J.-C.                       | 800 ap. J.-C.       | 800 ap. J.-C.       | 1200 ap. J.-C.      |
| \| \| Légende : \| \| = Theravada \| \| = Mahayana \| \| = Vajrayana \|                                |                                   |                           |                           |                                     |                                     |                                     |                                     |                                     |                     |                     |                     |
| | Légende :                         |                           | = Theravada               |                                     | = Mahayana                          |                                     | = Vajrayana                         |                                     |                     |                     |                     |

Les héritages des autres écoles anciennes sont préservés dans les diverses traditions Mahayanistes. Toutes les écoles du Bouddhisme tibétain font usage du vinaya des Mūlasarvāstivāda et étudient l'abhidharma Sarvāstivādin augmenté de textes Mahāyāna et Vajrayāna. Le bouddhisme chinois fait usage du vinaya des Dharmagupta, et a également des versions de ceux des autres écoles. Des fragments de textes provenant de ces écoles ont également survécu, comme le Mahāvastu des Mahāsānghika.